# فيبرفورت
فيبرفورت (بالألمانية: Wipperfürth) هي بلدة ألمانية تقع في أبربرجسشر كريس ‏ في ألمانيا. يقدر عدد سكانها بـ 23,575 نسمة .

## المدن التوأمة
مدينة Surgères هي مدينة توأمة لفيبرفورت.